# Regresión (banda)
Regresión fue una banda española de hard rock y heavy metal fundada en Hospitalet de Llobregat (Cataluña).

## Historia

### Los comienzos 1995 - 2000
A finales de 1995 José Ignacio Uría (Batería) y Pablo González (Guitarra), dos adolescentes de un barrio obrero de L’Hospitalet y seguidores de Kiss, deciden montar una banda de heavy metal. Nace Regresión.
Junto a dos jóvenes músicos y Txema a la voz, realizan una serie de conciertos por el circuito de bares de L’Hospitalet, pero pronto llegan los desacuerdos de carácter musical y a mediados de 1996 comienza la búsqueda de nuevos componentes para reactivar la banda.
Tras la marcha de los entonces guitarra y bajista, urge encontrar a una persona que se encargue de las 4 cuerdas. A finales de año, David Pérez (bajo) recala en Regresión y acto seguido comienza una nueva serie de conciertos por el área local. Junto con Víctor (guitarra) entran al estudio para grabar su primera maqueta (Regresión’ 97), seis temas de estructuras clásicas de hard rock y heavy metal.
El abandono de Víctor a finales de 1997 propicia la búsqueda de un segundo guitarrista para complementar el sonido de Regresión. Toni Sánchez (guitarra) se hace con el puesto y comienza una etapa para el grupo con muchos conciertos, siendo artistas invitados de Mägo de Oz y Thunder además de actuar en Sonimag’98. Esta será la última actuación de Txema con la banda.
Cambia la orientación musical de Regresión, con sonidos más duros y contundentes, dobles bombos y composiciones más extensas. También comienza la búsqueda de cantante. En 1999 Luis ayudó a la banda a grabar una versión de Iron Maiden para un disco tributo “Where Eagles Dare”, Eric cantó en un tema para un álbum recopilatorio de bandas de L’Hospitalet Eclipse y Sergio contribuyó con una actuación con la banda en un festival. Pero no es hasta principios de 2000 cuando la situación del grupo se estabiliza con la entrada de Pedro Guijarro (voz).

### Consolidados 2000 - 2008
En esta etapa vuelven a los conciertos, graban una maqueta de 2 temas, titulada Amanecer y realizan su primer concierto fuera de Cataluña. En el mismo periodo, además de actuar junto a Obús, componen nuevos temas que marcan un cambio en el sentido del grupo, apuntando a sonidos más melódicos, pero manteniendo su potencia y dureza original.
En los estudios La Rulot de Barcelona graban su primer disco, de 10 temas, entre 2003 y 2004, pero no será hasta 2006 cuando el sello discográfico salmantino Akeloo edita “Regresión” con Avispa Music como distribuidora, y aparecen por primera vez en Kerrang! (septiembre de 2006). Durante esta etapa el grupo actúa en Madrid, Valencia, Bilbao, Murcia, Zaragoza y un largo etc.…También se incorporó a un teclista (Javi), pero tras unas pocas actuaciones la idea no llegó a cuajar.

### Revolución 2009
A finales de 2008, Regresión se prepara para grabar su segundo álbum, Revolución, compuesto finalmente por diez temas.
Revolución fue distribuido por Santo Grial y salió a la venta en mayo de 2009.
Durante ese año actuaron en diversas ciudades del país y son motivo de portada de la revista Pack de Só, apareciendo además en diferentes publicaciones como Metal Hammer, Rock estatal, Los+Mejores, y webs especializadas.

## Discografía
- Maqueta (2000).
- Regresión (2006).
- Revolución (2009).
- Santa Decadencia (2011).
- Estrellas del Rock (EP, 2013).
- Prisioneros (2015).